# Schlammering

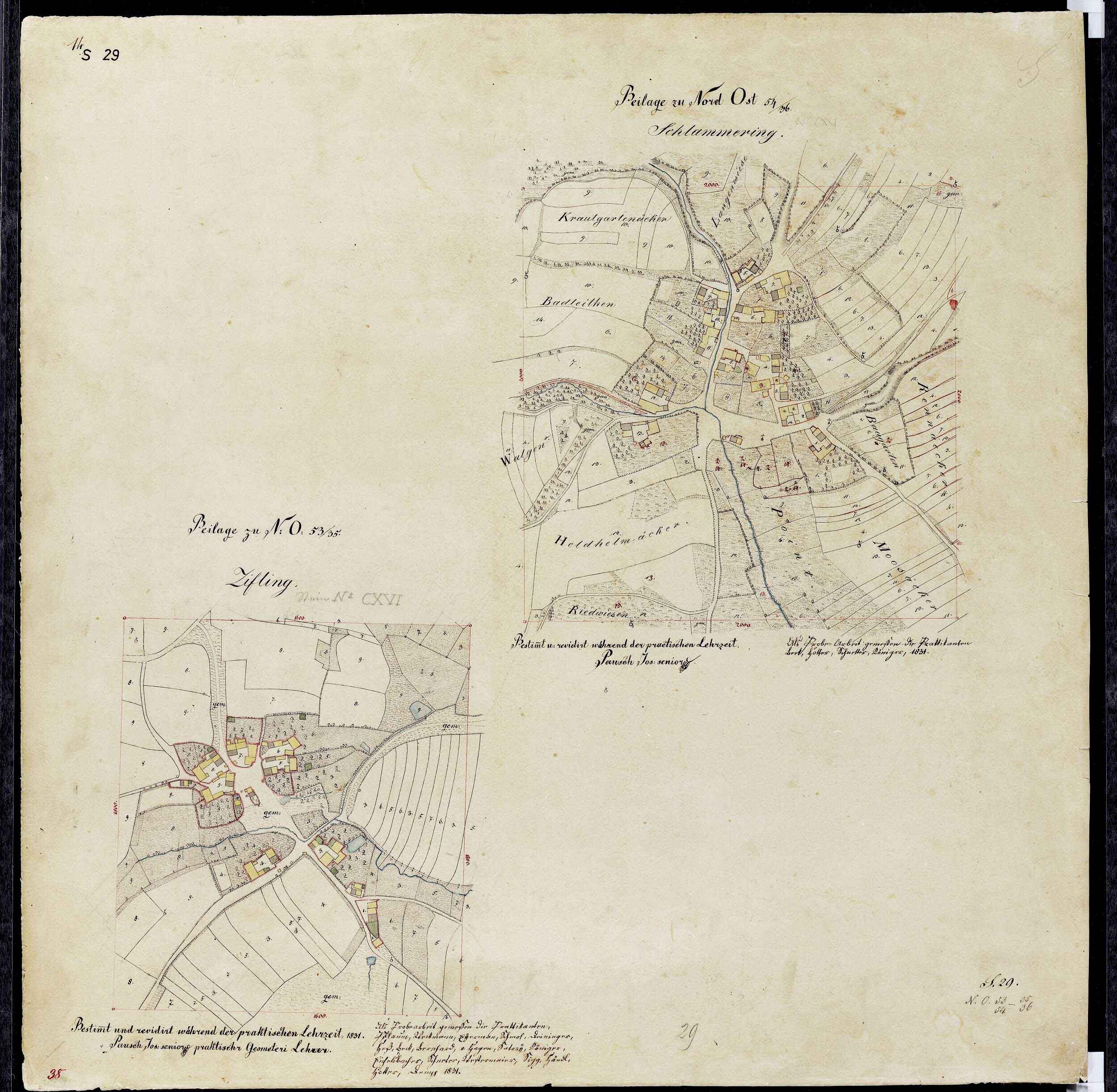
Uraufnahme Ortsblatt Ort Sch 1831 S29 Landkreis Cham Oberpfalz, Schlammering und Zifling

Schlammering ist einer von 53 Ortsteilen der Kreisstadt Cham im Landkreis Cham im Regierungsbezirk Oberpfalz in Ostbayern.

## Geografie
Schlammering liegt am Schlammeringer Bach, 2 Kilometer nordwestlich der Bundesstraße 20, 3 Kilometer nordöstlich der Bundesstraße 22 und 5 Kilometer nordöstlich von Cham. Schlammering ist umgeben von Hügeln, die um die 500 Meter hoch sind, darunter im Nordwesten der 568 Meter hohe Schlammeringer Berg, im Südwesten das Buchberg-Massiv mit dem 564 Meter hohen Schlossberg auf dem sich die Burgruine Buchberg befindet, im Nordosten der 502 Meter hohe Dachsberg und im Südosten der 413 Meter hohe Feuerstein. 2 Kilometer südöstlich von Schlammering fileßt der Chamb von Nordosten nach Südwesten dem Regen zu in den er am östlichen Stadtrand von Cham mündet.

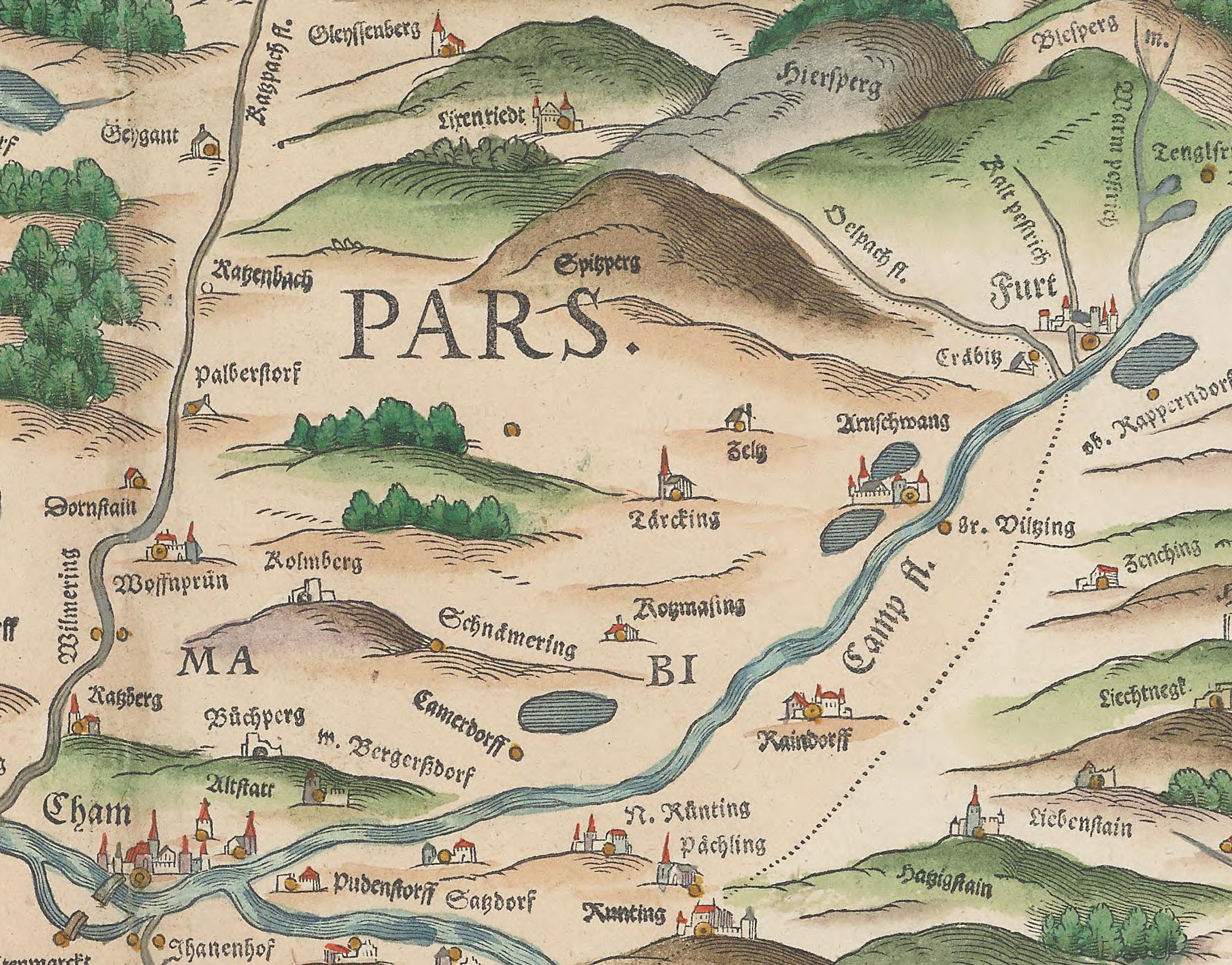
Schlammering auf der Apian-Karte von 1568

## Geschichte
Schlammering wurde 1056 in einer Schenkungsurkunde Heinrichs III. für Hemmo erwähnt. Es lag in der Mark Cham.
In einem Steuerbuch von 1577 wurden Güter in Schlammering als zur Hofmark Arnschwang gehörig verzeichnet.
1752 war das Amt Cham in ein Vorderamt und ein Hinteres Amt eingeteilt. Schlammering gehörte zum Hinteren Amt. Es hatte 13 Anwesen, darunter ein Hüthaus. Die Eigentümer hießen Schiffer, Lemmer, Fischer, Brunner, Gritsch, Reiser, Franz, Mayrliendl, Denk, Jakob, Wastl, Klein. 2 Anwesen gehörten zum Spital Cham, 2 zum Domkapitel in Regensburg, 2 waren Kotzisches Lehen, 5 gehörten zur Hofmark Arnschwang. Gewissen Anteile an den Anwesen waren selbsteigen.
1808 wurde die Verordnung über das allgemeine Steuerprovisorium erlassen. Mit ihr wurde das Steuerwesen in Bayern neu geordnet und es wurden Steuerdistrikte gebildet. Dabei kam Schlammering zum Steuerdistrikt Windischbergerdorf. Der Steuerdistrikt Windischbergerdorf bestand aus den Ortschaften Windischbergerdorf, Kammerdorf, Kothmaißling, Schlammering und Selling. 1821 wurden im Landgericht Cham Gemeinden gebildet. Dabei wurde Windischbergerdorf landgerichtsunmittelbare Gemeinde. Sie war mit dem Steuerdistrikt Windischbergerdorf identisch.
Im Zuge der Gebietsreform in Bayern wurde die Gemeinde Windischbergerdorf am 1. Mai 1978 in die Stadt Cham eingemeindet.

## Pfarreizugehörigkeit
Schlammering gehörte zunächst zur Pfarrei Chammünster, Filialkirche von Cham. 1925 wurde bereits erwähnt, dass 2 Anwesen in Schlammering zur Pfarrei Dalking gehören. 1958 wurde Windischbergerdorf zur Pfarrkuratie erhoben. Von diesem Zeitpunkt an gehörte der Hauptteil von Schlammering zur Pfarrkuratie Windischbergerdorf und ein kleiner Teil zur Pfarrei Dalking. 1997 gehörten in Schlammering 115 Katholiken zur Pfarrkuratie Windischbergerdorf und 5 Katholiken zur Pfarrei Dalking.

## Einwohnerentwicklung ab 1838
| Jahr | Einwohner | Gebäude |
| ---- | --------- | ------- |
| 1838 | 138       | 16      |
| 1861 | 121       | 60      |
| 1871 | 121       | 69      |
| 1885 | 141       | 23      |
| 1900 | 195       | 31      |
| 1913 | 172       | 33      |

| Jahr | Einwohner | Gebäude |
| ---- | --------- | ------- |
| 1925 | 186       | 33      |
| 1950 | 191       | 34      |
| 1961 | 188       | 37      |
| 1970 | 186       | k. A.   |
| 1987 | 212       | 53      |
| 2011 | 181       | k. A.   |

## Denkmalschutz
Die Ortskapelle in Schlammering wurde im 18. / 19. Jahrhundert erbaut. Sie steht unter Denkmalschutz mit der Denkmalnummer D-3-72-116-122.
Westlich von Schlammering am Osthang des Großen Buchberges befindet sich ein vorgeschichtlicher Grabhügel. Er ist als Bodendenkmal mit der Denkmalnummer D-3-6742-0089 ausgewiesen.